# Strahlenthyreoiditis
Bei der Strahlenthyreoiditis handelt es sich um eine selten auftretende Schilddrüsenentzündung (Thyreoiditis) infolge einer Strahlentherapie im Halsbereich oder einer Radiojodtherapie.
Das Krankheitsbild ist durch eine Schwellung der Schilddrüse und Druckschmerzen im Schilddrüsenlager gekennzeichnet. Durch die Entzündung kann es darüber hinaus zu einer passageren Schilddrüsenüberfunktion (Hyperthyreose) kommen. Die Erkrankung ist selbstlimitierend, das heißt durch Aussetzen der auslösenden Therapie sistieren die Beschwerden nach wenigen Tagen bis einigen Wochen.
Aufgrund dieses Verlaufes ist eine Behandlung in der Regel nicht erforderlich. Bei Bedarf kann eine symptomatische Therapie mit Kühlung (Eiskrawatte), nichtsteroidalen Antirheumatika (schmerz- und entzündungshemmend) oder Glukokortikoiden (entzündungshemmend, abschwellend) erfolgen.